# Břehy
Břehy är en ort i Tjeckien.   Den ligger i regionen Pardubice, i den centrala delen av landet, 80 km öster om huvudstaden Prag. Břehy ligger 212 meter över havet och antalet invånare är 938.
Terrängen runt Břehy är platt.Runt Břehy är det ganska tätbefolkat, med 111 invånare per kvadratkilometer. Närmaste större samhälle är Pardubice, 14,2 km öster om Břehy. Omgivningarna runt Břehy är en mosaik av jordbruksmark och naturlig växtlighet.